# عبد العزيز بن عبد الله الدخيل
الدكتور عبد العزيز بن عبد الله الدخيل (1940 -2023م) أكاديمي سعودي، يرجع نسبه لأسرة الدخيّل التميمية الناصرية. شغل منصب مدير جامعة الملك فهد للبترول والمعادن السابق، وعين عضواً مجلس الشورى، ولد في الطائف في 13 جمادى الأولى 1359 هـ الموافق 1940. وتوفي يوم الخميس الموافق 24 أغسطس 2023م/  8 صفر 1445هـ.

## مؤهلاته العلمية
- درس الابتدائية بمدرسة الفيصلية الابتدائية بمكة المكرمة.
- تخرج من ثانوية العزيزية القسم الأدبي.
- بكالوريوس علم نفس من جامعة ولاية كاليفورنيا سان دييغو.
- ماجستير علم نفس من جامعة أريزونا.
- دكتوراة علم نفس من جامعة أريزونا.

## العمل والمناصب الرسميّة
- معيد جامعة الملك فهد للبترول والمعادن.
- أستاذ مساعد، أستاذ مشارك وأستاذ (1974 - 2004)
- عميد شؤون الأساتذة والموظفين – جامعة الملك فهد للبترول والمعادن (1975م – 1981م)
- عضو مجلس الإدارة والمدير العام للشركة السعودية لنقل وتجارة المواشي (1981م – 1987م)
- وكيل الجامعة للشؤون الأكاديمية - جامعة الملك فهد للبترول والمعادن (1988م – 1995م)
- مدير جامعة الملك فهد للبترول والمعادن سابقًا (1995م – 2004م) [4]
- رئيس مجلس أمناء جامعة الخليج وممثل المملكة العربية السعودية
- عضو مجلس إدارة شركة أرامكو السعودية
- عضو اللجنة الاستشارية للأمير سلطان بن عبد العزيز وزير الدفاع والطيران والمفتش العام.
- عضو مجلس الشورى سابقًا (2006م – 2009م).
- رئيس لجنة إدخال اللغة الإنجليزية للمرحلة الإبتدائية.

## أبرز الإنجازات والمؤلفات
- إنشاء الكراسي العلمية في جامعة الملك فهد للبترول والمعادن

تكمن رسالة الكراسي العلمية في السعي إلى تهيئة بيئة علمية بحثية واستشارية وتدريبية حديثة ومتطورة تدعم روح الابتكار والإبداع لدى الباحثين بصفة خاصة والمجتمع بصفة عامة من خلال إثراء المعرفة النظرية والتطبيقية في مجالات الكرسي بجودة عالية وبأعلى مستوى من الكفاءة والتميز العلمي، وأن رؤية جامعة الملك فهد للبترول والمعادن في هذا المجال هي الريادة والتميز في دعم المعرفة المتخصصة والدراسات التطبيقية الحديثة.
- تأليف كتاب سلوك السلوك (1990م) [5]

يتميّز هذا الكتاب بمحاولة الفهم المتعمق للنظرية السلوكية، فهو يقدم شرحاً لأسس التحليل السلوكي ونماذج لتطبيقاته، وقد كتب بلغة علمية رصينة جديرة بأن تضعه في مصاف كتب التحليل العلمي للسلوك في العالم العربي.
- تأسيس اختبار القدرات العامة (2001م)

وهو اختبار القبول الموحد للمرحلة الجامعية بجانب الاختبار التحصيلي للطلاب.
- إنشاء وادي الظهران للتقنية (2002م)

وادي الظهران للتقنية هو أحد المشروعات الرائدة التي تواكب تطبيقات وفكرة الاقتصاد المعرفي، لتقديم مبتكرات وحلولًا تنموية متطورة للاقتصاد، ويستقطب الوادي أهم الشركات العالمية في صناعة النفط والغاز والبتروكيماويات والمجالات المرتبطة بها كالمياه وتقنية المعلومات،
- تأسيس ثلاث كليات للمجتمع

وهي كلية المجتمع في مدينة حائل وحفر الباطن والدمام
- تأليف كتاب سوانح الأربعاء (2010م)

وهو يتضمن مقالات نشرت في الصحف، حرص الدكتور عبد العزيز خلال تلك المقالات أن يبتعد عن تناول التفاصيل اليومية، واهتم بتحري التمثلات العديدة للظواهر المختلفة وتلمس عواملها المتعددة.
- تأليف كتاب التعليم العالي، ماله وما عليه (2010م)

حيث يشير الدكتور عبد العزيز إلى أفضل الأساليب في تنظيم التعليم العالي يشمل إعداد عضو هيئة التدريس وإعداد الخريجين وقنوات الاتصال بين الجامعة والقطاع الخاص، بالإضافة إلى منهجيات البحث العلمي والتنوير.
- العلاج السلوكي للطفل: أساليبه ونماذج من حالاته.[6]
- العلاج السلوكي للطفل والمراهق (1999م)[7]

شارك الدكتور عبد العزيز في تأليف هذا الكتاب مع كل من الدكتور عبد الستار إبراهيم والدكتورة رضوى إبراهيم. ويعد هذا الكتاب أحد الكتب التي تهتم بآلية تعامل الطفل والمراهق مع من حوله من الأهل والأصدقاء والأساتذة. حيث يدرس كيفية معالجة الطفل السوي والمعاق ذهنيا على السواء وكيف يمكن تجنب مشكلات اضطراباته السلوكية والكف عنها وجعله شخصا أفضل من ذي قبل وأفضل من الاشخاص العاديين.
- المرشد العملي لحل المشاكل السلوكية في مرحلة ما قبل المدرسة (مترجم – 1993م)

وهو كتاب شارك بترجمته كل من الدكتور عبد العزيز مع الدكتور يوسف أبو حميدان والدكتور محمد أمين ملا.